# Encarsia picithorax
Encarsia picithorax är en stekelart som först beskrevs av Girault 1915.  Encarsia picithorax ingår i släktet Encarsia och familjen växtlussteklar. Inga underarter finns listade i Catalogue of Life.